# Shabana Azmi
Shabana Azmi (hindi, devánagari: शबाना आज़मी, urdu: شبانہ اعظمی; Nueva Delhi, 18 de septiembre de 1950) consagrada actriz india. Ha participado en numerosas películas y recibido varios galardones. Además, ha sido una gran activista especialmente de derechos sociales y también es famosa su lucha contra el sida.

## Primeros años
Hija del famoso poeta en urdu Kaifi Azmi y de la actriz de teatro Shaukat, nació en el seno de una familia musulmana de intelectuales preocupada por los derechos sociales. Su hermano Baba Azmi, también se dedica al cine. 
Estudió psicología en St. Xavier’s College, Mumbai y después siguió un curso de interpretación en el Film and Television Institute of India (FTII), Pune. 
Al principio de su carrera, mantuvo una relación con Shekhar Kapur, pero se casó con el letrista Javed Akhtar en 1984. Fue su segundo matrimonio después del guionista Honey Iraní.

## Carrera
Comenzó con Shyam Benegal en Ankur (1972), con la que obtuvo su primer premio nacional (tiene 5) a la mejor actriz, aunque antes había realizado Faalsa, película que salió después. 
Es una de las pocas actrices que eligen sus papeles en las películas en el cine indio. Sus interpretaciones se caracterizan por su contenido social y su preparación; en Mandi, hacía de madame de un prostíbulo, ganó peso y mascaba betel; en Masoom, hacía de la típica ama de casa india urbana; en Fire, de Radha, enamorada de su cuñada, papel que le valió el 32nd Chicago Film Festival y el Jury Award for Best Actress at Outfest, Los Ángeles. 
También ha participado en series de televisión, como Anupama, donde interpreta el papel de una mujer india que pide más libertades en medio de unos férreos valores tradicionales. Además ha hecho teatro, M. S. Sathyu’s Safed Kundali (1980), versión de The Caucasian Chalk Circle; Farouque Shaikh’s Tumhari Amrita, que estuvo cinco años en cartel o haciendo una versión adaptada por Ingram Bergman de Casa de muñecas de Visen en la Singapore Repertory Company.

## Filmografía seleccionada
- Umrao Jaan 2" (2007) - Khannum Jaan
- Honeymoon Travels Pvt. Ltd. (2006) - Nahid
- Umrao Jaan (2006) - Khannum Jaan
- 15 Park Avenue (2005) - Anjali "Anju" Mathur
- Morning Raga (2004) - Swarnlatha
- Tehzeeb (2003) - Rukhsana Jamal
- Godmother (1999) - Rambhi
- Earth (1998) – voz de Lenny
- Side Streets (1998, Merchant Ivory Film) - Mrs. Chandra Bipin Raj
- Fire (1996) - Radha
- Saaz (1996) con Zakir Hussain
- El hijo de la Pantera Rosa (1993, de Blake Edwards) - Queen
- In Custody, (1993, de Ismail Merchant) - Imtiaz Begum
- City of Joy, (1992, de Roland Joffé) - Kamla Pal
- Madame Sousatzka, (1988, de John Schlesinger) - Sushita
- The Bengali Night (1988, de Nicolas Klotz)- Mrs. Sen
- Mandi (1983) - Rukmini Bai
- Masoom (1983, de Shekhar Kapur)
- Arth (1982) - Mrs. Pooja Inder Malhotra
- Sparsh (1980) - Kavita
- Los jugadores de ajedrez (1977) - Khurshid, wife of Mirza
- Ankur (1974) - Laxmi.

## Premios

### National Awards
- 1975 - National Film Award for Best Actress, Ankur
- 1983 - National Film Award for Best Actress, Arth
- 1984 - National Film Award for Best Actress, Khandhar
- 1985 - National Film Award for Best Actress, Paar
- 1999 - National Film Award for Best Actress, Godmother

### Filmfare Awards
- 1977 - Filmfare Best Actress Award, Swami
- 1982 - Filmfare Best Actress Award, Arth
- 1984 - Filmfare Best Actress Award, Bhavna
- 2005 - Filmfare Lifetime Achievement Award

### Otros premios
- 1988, Padma Shri del gobierno de la India.
- 1998, Embajadora de Buena Voluntada de la ONU
- 2006, Premio de la Paz de la Fundación Gandhi.
- Rajiv Gandhi Award (1994) por “Excellence of Secularism”
- Yash Bhartiya Award (1988) del gobierno de Uttar Pradesh por su labor en la lucha de los derechos de la mujer como actriz y activista.
- Premio a la Mejor Actriz Internacional por “Libaas” (1993) Corea del Norte, por “Patang” en el festival italiano de Taormina (1994) por “Fire” en Chicago(1996).
- Bengal Film Journalists' Association Awards, Best Actress (Hindi Movies) (1999) por Godmother
- Gandhi International Peace Prize (2006)  de la Fundación Gandhi, Londres..
- Doctora honoris causa por la University Brandan Foster por la Leeds Metropolitan University en Yorkshire

Desde 1989, es miembro del Consejo Nacional de Integración del primer ministro de India, miembro de la Comisión Nacional del sida de India. La Universidad de Míchigan le concedió la cátedra Martin Luther King por su contribución a las artes, la cultura y la sociedad.